# ۴-آمینواکریدین
۴-آمینواکریدین (به انگلیسی: 4-Aminoacridine) با فرمول شیمیایی C۱۳H۱۰N۲ یک ترکیب شیمیایی با شناسه پاب‌کم ۱۱۳۵۳ است. که جرم مولی آن ۱۹۴٫۲۳ g/mol می‌باشد. 